# Ceratopogon culicoidithorax
Ceratopogon culicoidithorax is een muggensoort uit de familie van de knutten (Ceratopogonidae). De wetenschappelijke naam van de soort is voor het eerst geldig gepubliceerd in 1926 door Hoffman.